# Tillandsia marnier-lapostollei
Tillandsia marnier-lapostollei là một loài thuộc chi Tillandsia. Đây là loài đặc hữu của Ecuador.